# Brückenpreis der Stadt Regensburg
Den Brückenpreis der Stadt Regensburg stiftete die Stadt Regensburg 1995 aus Anlass des 750-jährigen Jubiläums der Stadtfreiheit. Er wird an Persönlichkeiten von überregionaler Bedeutung verliehen, die „in besonderem Maße herkömmliche Grenzen oder Gegensätze politischer, nationaler, wissenschaftlicher, sozialer, kultureller oder religiöser Art überbrücken“ (lt. Satzung).
Die Auszeichnung, die in unregelmäßigen Abständen vergeben wird, ist mit 15.000 Euro dotiert. Mit der Urkunde wird eine Bronzeplastik des Brückenheiligen Nepomuk überreicht.

## Preisträger
- 1995 Władysław Bartoszewski
- 2004 Hans Koschnick
- 2006 Václav Havel
- 2010 Bernhard und Hans-Jochen Vogel
- 2016 Michail Gorbatschow
- 2019 Carolin Emcke
- 2022 Michael Buschheuer, Gründer von Sea-Eye und Space-Eye

## Verwandte Preise
- Internationaler Brückepreis der Stadt Görlitz